# Pierre Fourrier
Ne doit pas être confondu avec saint Pierre Fourier.
Pierre Fourrier, né le 27 août 1898 à Provins en Seine-et-Marne, mort le 21 juin 1941 à Damas, est un combattant de la Première Guerre mondiale, officier des Forces françaises libres pendant la Seconde Guerre mondiale, Compagnon de la Libération. 

## Biographie
Pierre Fourrier est fils d'officier. Au cours de la Première Guerre mondiale, il s'engage dans la cavalerie à dix-huit ans, en avril 1917, pour remplacer son frère tué. Incorporé au 24e régiment de dragons, il participe aux combats sur la Marne, en Picardie, à la bataille de Montdidier, en Belgique, sur l'Escaut.
Sous-officier en 1919, nommé au 30e dragons, il entre en 1921 à l'École de cavalerie de Saumur.
Pendant la Seconde Guerre mondiale, Pierre Fourrier choisit dès juin 1940 de répondre à l'appel du général de Gaulle. Il cherche à gagner sa compagnie (la 3e compagnie légère du désert, stationnée à Dmeir en Syrie) aux Forces françaises libres. C'est en mai 1941 qu'il réussit à rejoindre la France libre avec la plupart de ses sous-officiers et de son matériel.
Il meurt peu après, le 21 juin 1941, pendant la prise de Damas.
Il est créé Compagnon de la Libération à titre posthume par le décret du 25 juin 1941.

## Décorations
- Chevalier de la Légion d'honneur
- Compagnon de la Libération par décret du 25 juin 1941[2]
- Médaille interalliée de la Victoire
- Médaille commémorative de Syrie-Cilicie
- Ordre du mérite Syrien